# Cytectrène
Les cytectrènes sont des complexes chimiquement stables dans lesquels le 99mTc sous forme tricarbonylé est lié à un noyau cyclopentadiènyl.
En 1992 Wenzel M. et coll. ont pu développer un nouveau procédé de liaison de différents dérivés de pipéridine avec le complexe 99mTc-cytectrène. Grâce à leur grande lipophilie, leur poids moléculaire relativement faible et leur nature inerte, ces complexes sont très bien adaptés à la liaison à des composés biologiquement actifs dans la mesure où ils n’affectent pas trop leurs propriétés. Certains dérivés de cytectrènes ont montré une affinité cérébrale élevée. L’étude de la biodistribution a révélé une spécificité de ces complexes pour certaines régions du cerveau notamment la région de l’hippocampe riche en récepteurs de sérotonine ainsi que pour le thalamus, riche en récepteurs adrénergiques.
Le cytectrène est le produit de la réaction d’un dérivé ferrocènique avec le Mn(CO)5Br et le  99mTcO−4 à 130-150 °C dans laquelle le fragment Fe-cyclopentadiènyl est remplacé par 99mTc-tricarbonyl.